# Низы (Черниговская область)
Низы́ (укр. Низи) — село в Нежинском районе Черниговской области Украины. Население 65 человек. Занимает площадь 0,406 км².
Код КОАТУУ: 7423381905. Почтовый индекс: 16625. Телефонный код: +380 4631.

## Власть
Орган местного самоуправления — Вертиевский сельский совет. Почтовый адрес: 16624, Черниговская обл., Нежинский р-н, с. Вертиевка, ул. Ленина, 126. Тел.: +380 (4631) 6-81-35; факс: 6-81-72.